# Bayrak
La Bayrak Radyo Televizyon Kurumu, abbreviata in Bayrak, è un'azienda di comunicazione di Cipro del Nord.

## Storia
Nata come Bayrak Radio durante la Crisi di Cipro, per dare voce al popolo turco-cipriota, ha iniziato trasmettendo da un piccolo garage a Nicosia, con una copertura iniziale di circa 2.5 km. Nel 1964 la copertura viene estesa, e nel 1966 trasmette in lingua turca, inglese e greca. Dopo la creazione di un secondo canale, nel 1974, con l'invasione turca di Cipro, la radio viene trasformata in una vera e propria azienda. Il 19 luglio dello stesso anno viene creata la prima emittente televisiva del gruppo, che trasmetteva in bianco e nero. Nel 1979 comincia a trasmettere a colori e nel marzo del 1983 comincia le trasmissioni radiofoniche in FM.